# Aspilota antzyferovi
Aspilota antzyferovi är en stekelart som beskrevs av Sergey A. Belokobylskij 2007. Aspilota antzyferovi ingår i släktet Aspilota och familjen bracksteklar. Inga underarter finns listade.